# Bundesagrarfachschaftentagung

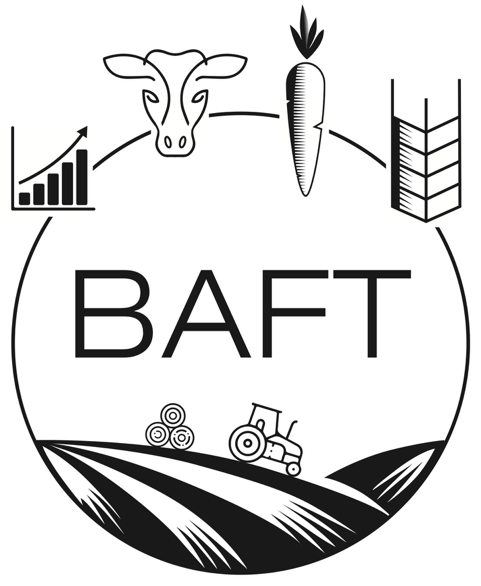
Logo der BundesAgrarFachschaftenTagung

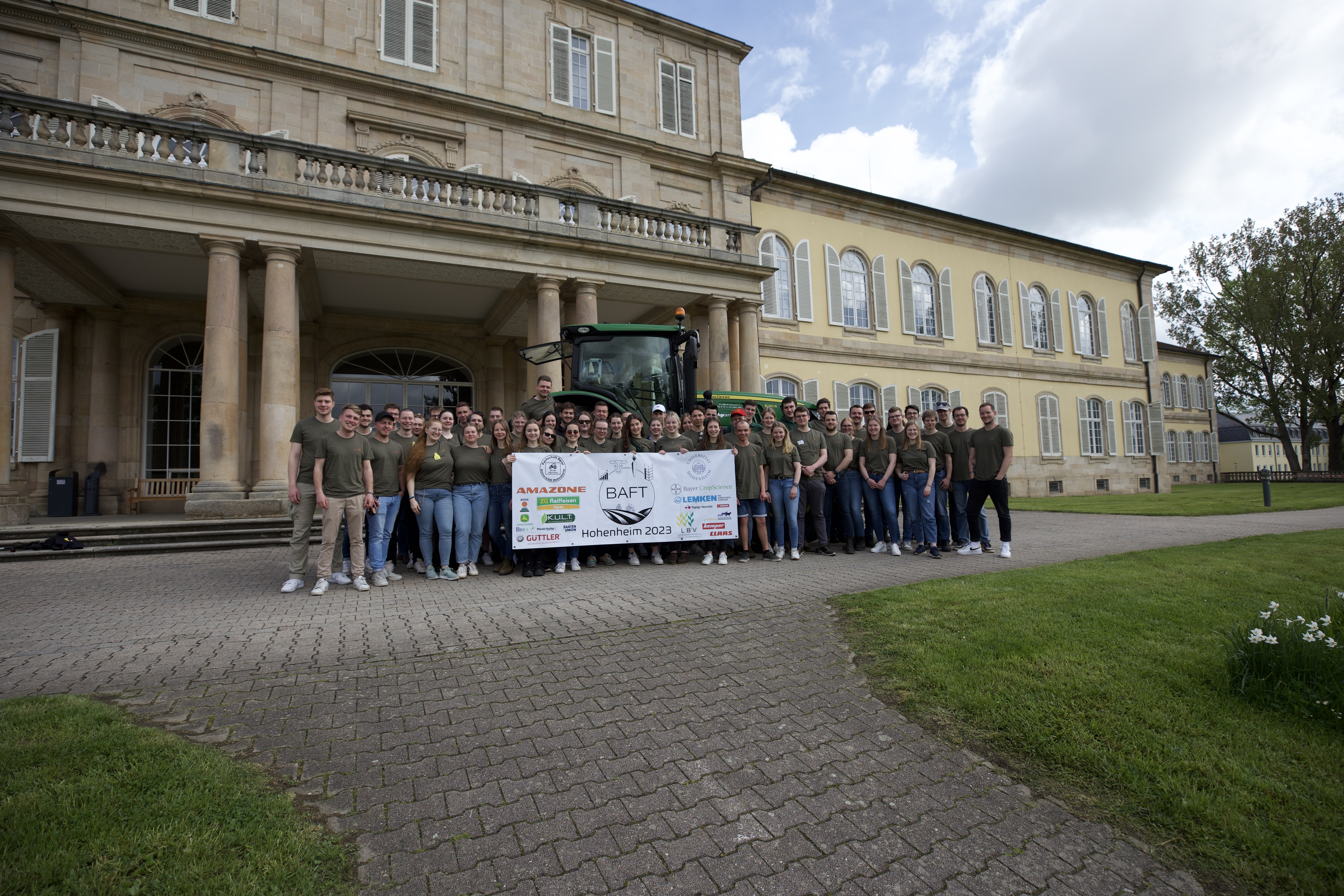
Teilnehmer der BAFT Hohenheim im Sommersemester 2023

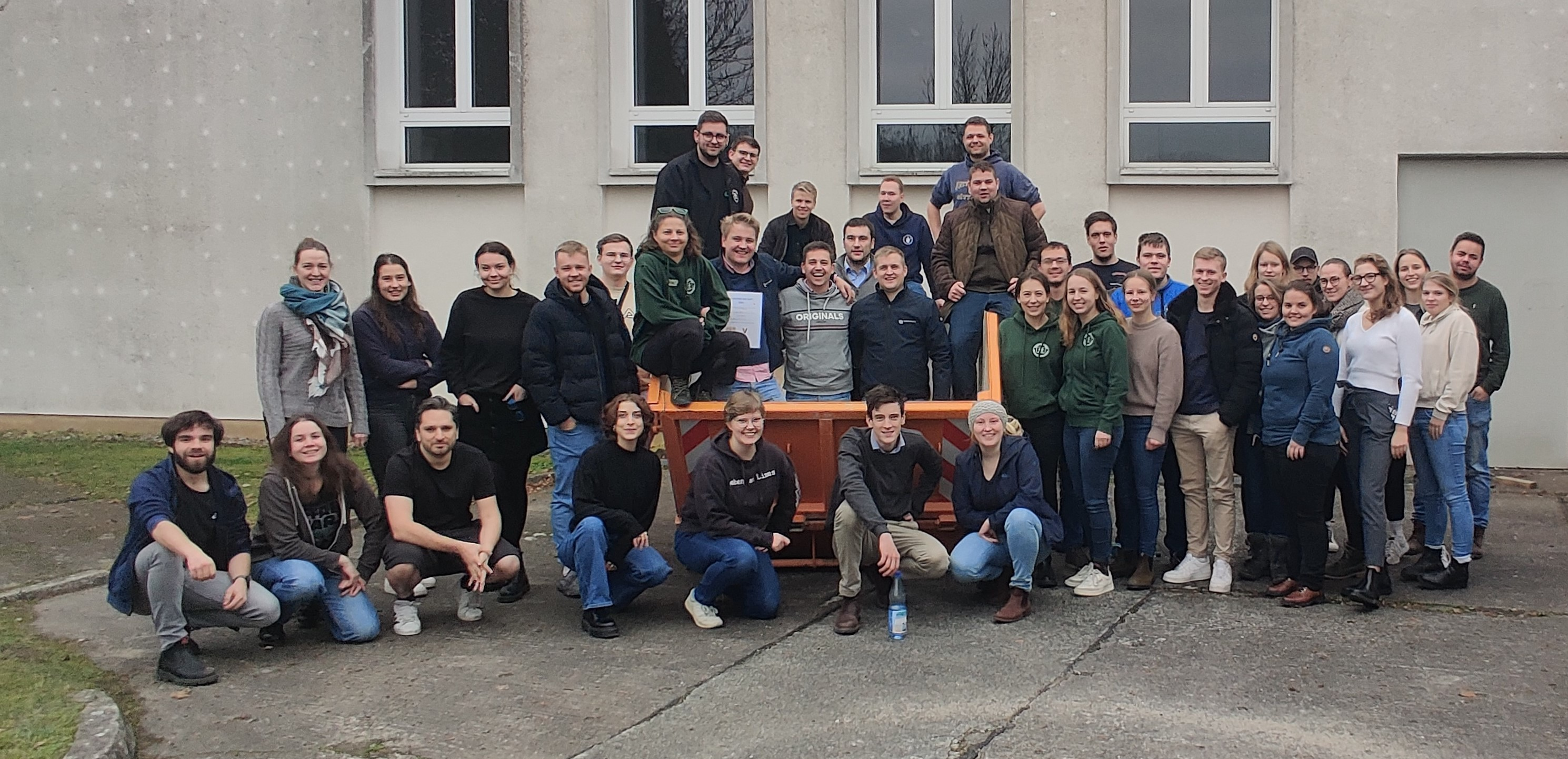
Teilnehmer der BAFT Rostock im Wintersemester 2022/2023

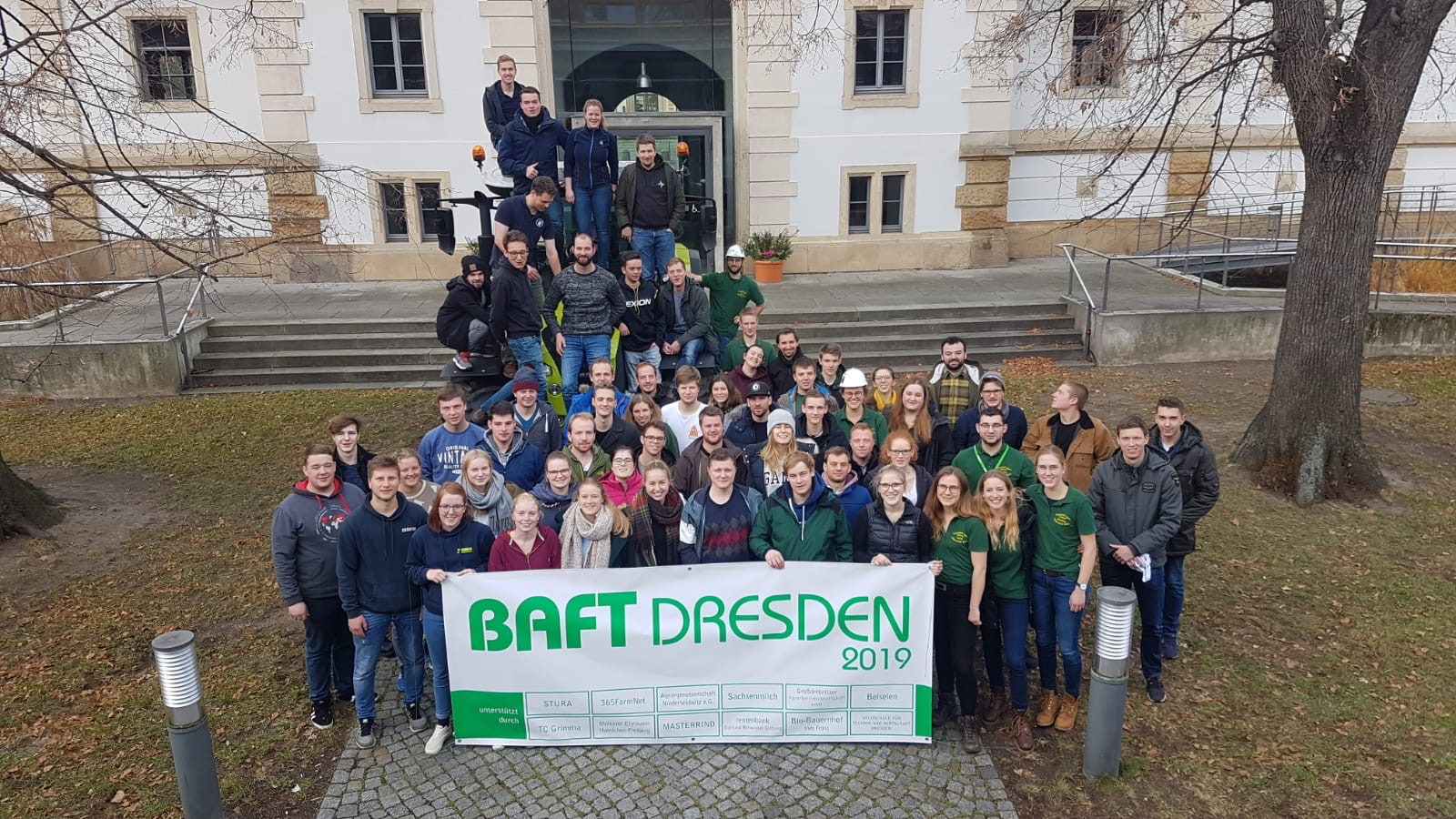
Teilnehmer der BAFT Dresden im Wintersemester 2019/2020

Die BundesAgrarFachschaftenTagung (kurz: BAFT), ehemals „Symbiose“ bzw. „ELFG-Tagung“, ist eine Bundesfachschaftentagung in Deutschland. Sie ist das freiwillige bundesweite Treffen von Fachschaftsvertretern aus den Fachgebieten Agrarwissenschaften und Ökotrophologie an Universitäten und Fachhochschulen. Die BAFT findet einmal pro Semester an einem jeweils wechselnden Hochschulstandort statt und wird durch die jeweilige Fachschaft ausgerichtet.

## Zusammensetzung und teilnehmende Fachschaften
Teilnehmende Fachschaften der BAFT Hohenheim (SS 2023)
- Fachschaft Agrar der Universität Göttingen
- Fachschaft Agrar Universität Hohenheim
- Fachschaft Agrar- & Gartenbauwissenschaften der TU München
- Fachschaft Agrar- und Umweltwissenschaftliche Fakultät Universität Rostock
- Fachschaft Agrarwirtschaft Fachhochschule Kiel
- Fachschaft Agrar und Ökotrophologie Universität Kiel
- Fachschaftsinitiative Agrar- und Gartenbauwissenschaften Humboldt-Universität Berlin
- Fachschaft Agrar Universität Bonn
- Fachschaftsrat ökol. Agrarwissenschaften Universität Kassel
- Fachschaft Landwirtschaft, Lebensmittel und Ernährung HS Weihenstephan-Triesdorf
- Junge DLG – Team HfWU Nürtingen
- Fachschaft Agrarwirtschaft und Lebensmittelwissenschaften HS Neubrandenburg
- Studierendenschaft HTW Dresden
- Verein der Studierenden der Agrar- und Lebensmittelwissenschaften ETH Zürich

Teilnehmende Fachschaften der BAFT Rostock (WS 2022/2023)
- Fachschaft Agrar der Universität Göttingen
- Fachschaft Agrar Universität Hohenheim
- Fachschaft Agrar- und Umweltwissenschaftliche Fakultät Universität Rostock
- Fachschaft Agrarwirtschaft Fachhochschule Kiel
- Fachschaft Agrar und Ökotrophologie Universität Kiel
- Fachschaft Agrar Universität Bonn
- Fachschaft Agrarwirtschaft und Lebensmittelwissenschaften HS Neubrandenburg
- Studierendenschaft HTW Dresden
- Fachschaftsinitiative Agrar- und Gartenbauwissenschaften Humboldt-Universität Berlin
- Fachschaft Agrarwissenschaften und Landschaftsarchitektur Hochschule Osnabrück

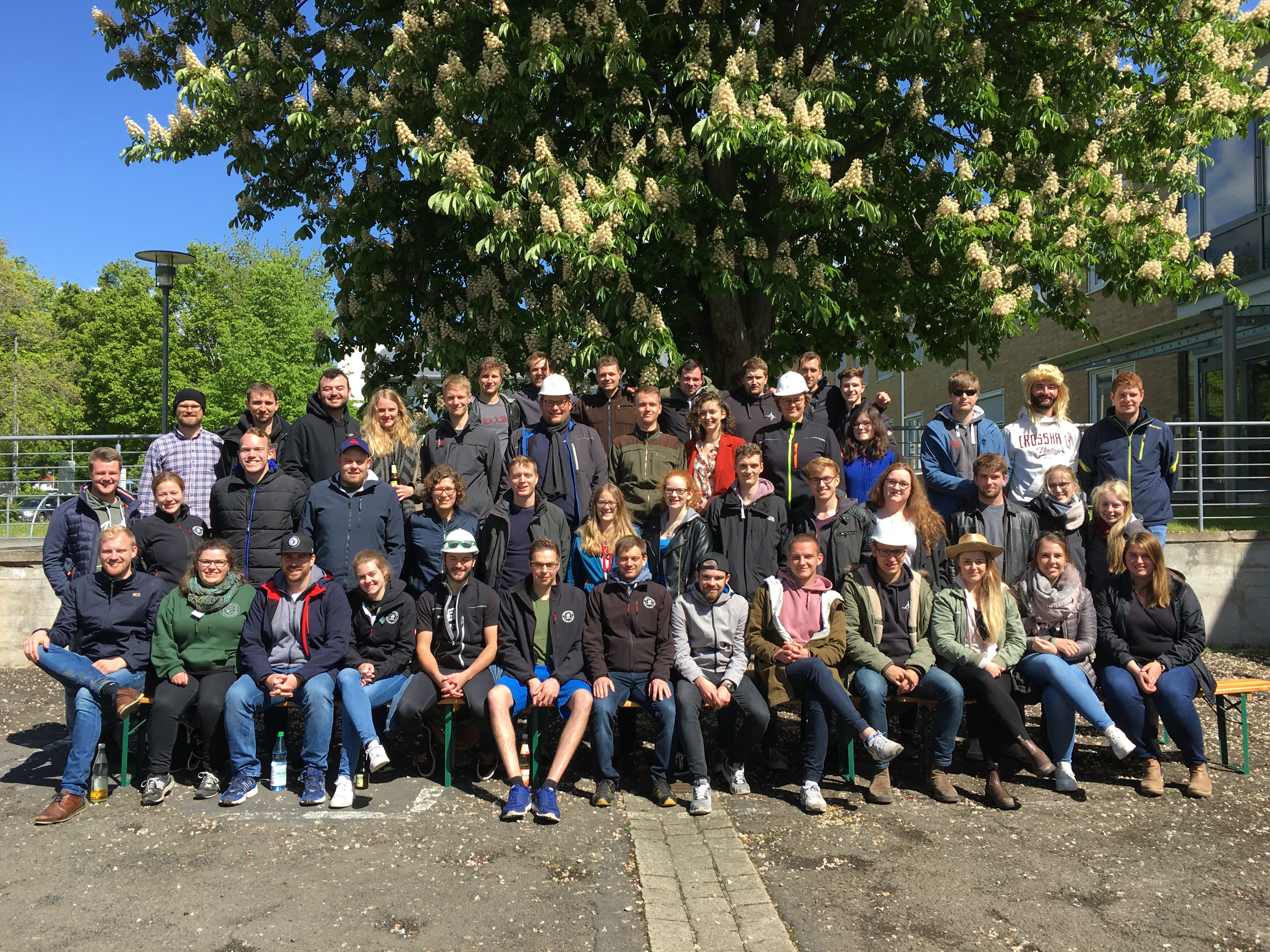
Teilnehmer der BAFT in Göttingen (Sommersemester 2019)

## Ablauf der BAFT
Die BAFT findet von Donnerstag bis Sonntag in der ersten Semesterhälfte statt. Das Programm umfasst eine Vorstellung des Hochschulstandortes der gastgebenden Fachschaft, Exkursionen zu ortsansässigen landwirtschaftlichen Betrieben und Unternehmen des vor- und nachgelagerten Bereichs der Agrarwirtschaft sowie Diskussionen zu aktuellen studentischen, hochschulpolitischen und fachlich-wissenschaftlichen Themen. Am Sonntag werden zudem die BAFT-Vorsitzenden gewählt und der nächste Ausrichter bestimmt.

## Aufgaben und Ziele der BAFT
- Interessenvertretung von Studierenden der Agrarhochschulen (Universitäten und Fachhochschulen)
- Austausch der Fachschaftsarbeit: Diskussion der hochschulpolitischen Gremienarbeit (Studienreform, Struktur des Studiums, Lehre, Prüfungen, Praktika, Akkreditierungen, Berufungen von Professuren usw.)
- Debatte über allgemeine und strukturelle Problemstellungen an einzelnen Hochschulstandorten und Lösungsfindung
- Vernetzung der engagierten Fachschaften und Studierenden untereinander
- Kennenlernen der unterschiedlichen Agrar-Hochschulstandorte
- Bestimmung des zukünftigen BAFT-Ausrichters und Wahl des/der BAFT-Vorsitzenden
- Agrarwissenschaftliche Bildung der Teilnehmer durch fachbezogene Exkursionen
- Protokollierung der Beschlüsse und der Diskussionsrunden

## Gremien
- Akkreditierung von Agrarstudiengängen
- Öffentlichkeitsarbeit[3][4]
- Studieninhalte und Lehre

## Veranstaltungsorte der BAFT / Symbiose
| Semester und Jahr                                                                                                 | Veranstaltungsort                                     | Ausrichter                                                                                         | sonstige Bemerkungen                                                                                 |
| --- | ----------------------------------------------------- | -------------------------------------------------------------------------------------------------- | --- |
| Sommersemester 2025                                                                                               | FH Südwestfalen (Soest)                               | Fachschaft Agrar der FH Soest                                                                      | |
| Wintersemester 2024/2025                                                                                          | Universität Bonn                                      | Fachschaft Agrar Universität Bonn                                                                  | |
| Sommersemester 2024                                                                                               | Hochschule Neubrandenburg                             | Fachschaft Agrarwirtschaft der Hochschule Neubrandenburg                                           | |
| Wintersemester 2023/2024                                                                                          | Fachhochschule Kiel                                   | Fachschaft des Fachbereichs Agrarwirtschaft der Fachhochschule Kiel                                | |
| Sommersemester 2023                                                                                               | Universität Hohenheim                                 | Fachschaft Agrar Universität Hohenheim                                                             | |
| Wintersemester 2022/2023                                                                                          | Universität Rostock                                   | Fachschaft Agrar- und Umweltwissenschaftliche Fakultät Universität Rostock                         | |
| Sommersemester 2020, Wintersemester 2020/2021, Sommersemester 2021, Wintersemester 2021/2022, Sommersemester 2022 | abgesagt (wegen der COVID-19-Pandemie in Deutschland) | -                                                                                                  | |
| Wintersemester 2019/2020                                                                                          | HTW Dresden                                           | Fachschaft Landbau, Umwelt, Chemie HTW Dresden                                                     | |
| Sommersemester 2019                                                                                               | Universität Göttingen                                 | Fachschaft Agrar der Universität Göttingen                                                         | |
| Wintersemester 2018/2019                                                                                          | TU München & FH Weihenstephan (Campus Weihenstephan)  | Fachschaft Agrar- & Gartenbauwissenschaften der TU München & Agrarstudierende der FH Weihenstephan | |
| Sommersemester 2018                                                                                               | FH Neubrandenburg                                     | Fachschaft Agrarwirtschaft und Lebensmittelwissenschaften HS Neubrandenburg                        | |
| Wintersemester 2017/2018                                                                                          | Universität Bonn                                      | Fachschaft Agrar Universität Bonn                                                                  | |
| Sommersemester 2017                                                                                               | Universität Hohenheim                                 | Fachschaft Agrar Universität Hohenheim                                                             | Fachschaftentagung erstmals unter dem Namen „BAFT“ (BundesAgrarFachschaftenTagung)                   |
| Wintersemester 2016/2017                                                                                          | Universität Rostock                                   | Fachschaft Agrar- und Umweltwissenschaftliche Fakultät Universität Rostock                         | letzte Fachschaftentagung unter dem Namen „Symbiose“                                                 |
| Sommersemester 2016                                                                                               | Universität Kiel                                      | Fachschaft Agrar und Ökotrophologie Universität Kiel                                               | |
| Wintersemester 2015/2016                                                                                          | Universität Kassel (Campus Witzenhausen)              | | |
| Sommersemester 2015                                                                                               | TU München (Campus Weihenstephan)                     | Fachschaft Agrar- & Gartenbauwissenschaften der TU München                                         | |
| Wintersemester 2014/2015                                                                                          | Universität Rostock                                   | Fachschaft Agrar- und Umweltwissenschaftliche Fakultät Universität Rostock                         | |
| Sommersemester 2014                                                                                               | Universität Kassel (Campus Witzenhausen)              | | |
| Wintersemester 2013/2014                                                                                          | Universität Hohenheim                                 | Fachschaft Agrar Universität Hohenheim                                                             | |
| Sommersemester 2013                                                                                               | Universität Kiel                                      | Fachschaft Agrar und Ökotrophologie Universität Kiel                                               | |
| Wintersemester 2012/2013                                                                                          | HAW Hamburg                                           | | |
| Sommersemester 2012                                                                                               | Universität Göttingen                                 | Fachschaft Agrar der Universität Göttingen                                                         | |
| Wintersemester 2011/2012                                                                                          | Universität Rostock                                   | Fachschaft Agrar- und Umweltwissenschaftliche Fakultät Universität Rostock                         | |
| Sommersemester 2011                                                                                               | Universität Hohenheim                                 | Fachschaft Agrar Universität Hohenheim                                                             | |
| Wintersemester 2010/2011                                                                                          | Universität Bonn                                      | Fachschaft Agrar Universität Bonn                                                                  | |
| Sommersemester 2010                                                                                               | FH Eberswalde                                         | | |
| Wintersemester 2009/2010                                                                                          | Universität Kiel                                      | | |
| Sommersemester 2009                                                                                               | Universität Kassel (Campus Witzenhausen)              | | |
| Wintersemester 2008/2009                                                                                          | Universität Hohenheim                                 | | |
| Sommersemester 2008                                                                                               | Universität Göttingen                                 | | |
| Wintersemester 2007/2008                                                                                          | Universität Bonn                                      | | |
| Sommersemester 2007                                                                                               | TU München (Campus Weihenstephan)                     | | |
| Wintersemester 2006/2007                                                                                          | Universität Gießen                                    | | |
| Sommersemester 2006                                                                                               | Humboldt-Universität Berlin                           | | |
| Wintersemester 2005/2006                                                                                          | Universität Rostock                                   | | |
| Sommersemester 2005                                                                                               | Universität Halle                                     | | |
| Wintersemester 2004/2005                                                                                          | Universität Göttingen                                 | | |
| Sommersemester 2004                                                                                               | Universität Kiel                                      | | |
| Wintersemester 2003/2004                                                                                          | Universität Hohenheim                                 | | |
| Sommersemester 2003                                                                                               | Universität Gießen                                    | | |
| Wintersemester 2002/2003                                                                                          | Universität Bonn                                      | | |
| Sommersemester 2002                                                                                               | Humboldt-Universität Berlin                           | | |
| Wintersemester 2001/2002                                                                                          | TU München (Campus Weihenstephan)                     | | |
| Sommersemester 2001                                                                                               | Universität Rostock                                   | | |
| Wintersemester 2000/2001                                                                                          | Universität Kassel (Campus Witzenhausen)              | | |
| Sommersemester 2000                                                                                               | Universität Halle                                     | | |
| Wintersemester 1999/2000                                                                                          | Universität Kiel                                      | | |
| Sommersemester 1999                                                                                               | Universität Hohenheim                                 | | |
| Wintersemester 1998/1999                                                                                          | Universität Gießen                                    | | |
| Sommersemester 1998                                                                                               | FH Münster                                            | | |
| Wintersemester 1997/1998                                                                                          | Humboldt-Universität Berlin                           | | |
| Sommersemester 1997                                                                                               | Universität Kassel (Campus Witzenhausen)              | | |
| Wintersemester 1996/1997                                                                                          | Universität Halle                                     | | |
| Sommersemester 1996                                                                                               | Universität Bonn                                      | | |
| Wintersemester 1995/1996                                                                                          | Universität Rostock                                   | | |
| Sommersemester 1995                                                                                               | TU München (Campus Weihenstephan)                     | | |
| Wintersemester 1994/1995                                                                                          | Universität Hohenheim                                 | | |
| Sommersemester 1994                                                                                               | Universität Kiel                                      | | |
| Wintersemester 1993/1994                                                                                          | Universität Göttingen                                 | | |
| Sommersemester 1993                                                                                               | Universität Gießen                                    | | Fachschaftentagung erstmals unter dem Namen „Symbiose“                                               |
| Wintersemester 1992/1993                                                                                          | Universität Kassel (Campus Witzenhausen)              | | letzte Fachschaftentagung unter dem Namen „ELFG-Tagung“ (Ernährung-Landwirtschaft-Forsten-Gartenbau) |